# 概算要求基準
日本において、概算要求基準（がいさんようきゅうきじゅん）は、国の予算編成に先立って財務省が各省庁に示す予算方針である。「シーリング」ともよばれる。歳出の無制限な増大を抑制するほか、国の重点投資項目を内外に示す意義も持つ。

## 概要
1961年（昭和36年）の「予算概算要求枠」に端を発する制度で、1985年（昭和60年）には「予算概算要求基準」と名称変更。1998年（平成10年）から「○○年度予算の概算要求に当たっての基本的な方針」、と更に名称が変わった。
年度の予算編成にあたっては、前年度の夏から秋頃までに各省庁が必要な予算額を財務省に示す。これが「概算要求」である。これを財務省の主計局がとりまとめて「財務原案」と呼ばれる予算の原案を作成するという手順になる。
概算要求基準は、この概算要求の上限をあらかじめ財務省が設定して各省庁に通知するものであり、英語で天井・限度を意味する「シーリング( ceiling )」と称される。この数字は経済財政諮問会議で議論された上で閣議了解されることで決定される。
シーリングは、官庁や族議員の要求を押さえて予算支出を制限する効果があった一方で、シーリングを盾に各省庁ににらみをきかせる財務省への権力集中を批判する声もあった。ただし、補正予算はシーリングの対象に入らず抜け穴となった。
2009年に鳩山由紀夫内閣が「官僚主導の画一的な予算配分を見直す」として廃止したが、要求額が増大する弊害が出たため菅直人内閣が翌2010年に復活させた。